# Slobozia Mândra
Slobozia Mândra – wieś w Rumunii, w okręgu Teleorman, w gminie Slobozia Mândra. W 2011 roku liczyła 1819 mieszkańców.